# Mistrzostwa Świata w Kolarstwie Szosowym 1955
28. Mistrzostwa świata w kolarstwie szosowym – zawody kolarskie, które odbyły się w dniach 27–28 sierpnia 1955 we włoskiej miejscowości Frascati. Były to czwarte zorganizowane w tym kraju mistrzostwa świata w kolarstwie szosowym (poprzednio w: 1926, 1932 i 1951). Nikomu nie udało się obronić tytułu mistrza świata. 
Bardzo nieudany był start reprezentantów Polski, bowiem nie tylko nie zdobyli oni żadnego medalu, ale nikomu nie udało się zająć miejsca w pierwszej dziesiątce. Najlepszym osiągnięciem było zajęcie 48. miejsca przez Henryka Hadasika w wyścigu ze startu wspólnego amatorów.

## Kalendarium zawodów
| Kalendarz MŚ w Kolarstwie Szosowym 1955 |       |       |
| Konkurencja (dystans)                   | Data  | Data  |
| Konkurencja (dystans)                   | 27.08 | 28.08 |
| Mężczyźni                               |       |       |
| Elita                                   |       |       |
| Wyścig ze startu wspólnego (293,13 km)  |       |       |
| Amatorzy                                |       |       |
| Wyścig ze startu wspólnego (186,442 km) |       |       |

## Reprezentacja Polski
Do mistrzostw świata Polski Związek Kolarski zgłosił 4 zawodników w konkurencji wyścigu ze startu wspólnego amatorów. 
| Reprezentacja Polski na MŚ w Kolarstwie Szosowym 1955 |                     |                        |
| Lp.                                                   | Zawodnik            | Konkurencja            |
| Mężczyźni                                             |                     |                        |
| 1.                                                    | Grzegorz Chwiendacz | start wspólny amatorów |
| 2.                                                    | Henryk Hadasik      | start wspólny amatorów |
| 3.                                                    | Stanisław Królak    | start wspólny amatorów |
| 4.                                                    | Marian Więckowski   | start wspólny amatorów |

## Medaliści
| Konkurencja dystans – (data) (liczba startujących)                         | Złoto:        | Czas (prędkość)       | Srebro:             | Czas   | Brąz:           | Czas   |
| Mężczyźni                                                                  |               |                       |                     |        |                 |        |
| Elita                                                                      |               |                       |                     |        |                 |        |
| Wyścig ze startu wspólnego 293,13 km – (28 sierpnia) (65 zaw. z 10 rep.)   | Stan Ockers   | 8:43:29 (33,598 km/h) | Jean-Pierre Schmitz | + 1:03 | Germain Derycke | + 1:15 |
| Amatorzy                                                                   |               |                       |                     |        |                 |        |
| Wyścig ze startu wspólnego 186,442 km – (27 sierpnia) (104 zaw. z 23 rep.) | Sante Ranucci | 5:33:09 (33,578 km/h) | Lino Grassi         | + 0:00 | Dino Bruni      | + 0:41 |

## Szczegóły
| Miejsce | Zawodnik            | Narodowość | Czas    |
| złoto   | Stan Ockers         | Belgia     | 8:43:29 |
| srebro  | Jean-Pierre Schmitz | Luksemburg | + 1:03  |
| brąz    | Germain Derycke     | Belgia     | + 1:15  |
| 4       | Gastone Nencini     | Włochy     | + 1:15  |
| 5       | Marcel Janssens     | Belgia     | + 1:40  |
| 6       | Jacques Anquetil    | Francja    | + 1:40  |
| 7       | Pasquale Fornara    | Włochy     | + 1:50  |
| 8       | Raphaël Geminiani   | Francja    | + 2:45  |
| 9       | Antonin Rolland     | Francja    | + 7:35  |
| 10      | Bruno Monti         | Włochy     | + 12:52 |

| Miejsce | Zawodnik             | Narodowość      | Czas    |
| złoto   | Sante Ranucci        | Włochy          | 5:33:09 |
| srebro  | Lino Grassi          | Włochy          | + 0:00  |
| brąz    | Dino Bruni           | Włochy          | + 0:41  |
| 4       | Adrie van Steenselen | Holandia        | + 0:41  |
| 5       | Seamus Elliott       | Irlandia        | + 0:41  |
| 6       | Adolf Christian      | Austria         | + 0:41  |
| 7       | Giuseppe Fallarini   | Włochy          | + 0:41  |
| 8       | Lothar Friedrich     | RFN             | + 0:41  |
| 9       | Raymond Booty        | Wielka Brytania | + 0:41  |
| 10      | Arie van Wetten      | Holandia        | + 0:41  |
|         |                      |                 |         |
| 48      | Henryk Hadasik       | Polska          | + 18:45 |

## Tabela medalowa
| Tabela medalowa |               |       |        |      |       |
| Miejsce         | Reprezentacja | Złoto | Srebro | Brąz | Razem |
| 1               | Włochy        | 1     | 1      | 1    | 3     |
| 2               | Belgia        | 1     | 0      | 1    | 2     |
| 3               | Luksemburg    | 0     | 1      | 0    | 1     |